# Phoracantha mastersii
Phoracantha mastersii là một loài bọ cánh cứng trong họ Cerambycidae.